# Kükita
Kükita (Duits: Kikita; Russisch: Кикита, ‘Kikita’) is een plaats in de Estlandse gemeente Mustvee, provincie Jõgevamaa. De plaats telt 200 inwoners (2021) en heeft de status van dorp (Estisch: küla). De plaats ligt aan het Peipusmeer; veruit de meeste inwoners zijn Russischtalig.
Tot in oktober 2017 lag Kükita in de gemeente Kasepää. In die maand werd Kasepää bij de gemeente Mustvee gevoegd.
De kustplaatsen Kasepää, Tiheda, Kükita en Raja langs het Peipusmeer worden samen wel Tänavküla (‘Straatdorp’) genoemd. In deze dorpen wonen van oudsher veel oudgelovigen. Kükita heeft een oudgelovige kerk en een bijbehorend kerkhof, maar ook het oudgelovige kerkhof van Raja ligt op het grondgebied van Kükita.
Ook het Kulturhus Raja kultuurimaja ligt, ondanks de naam, op het grondgebied van Kükita.

## Geschiedenis
Kükita werd voor het eerst genoemd onder de naam Kikiuta in een Poolstalig document uit 1599. In 1638 heette het dorp Kickita of Kückkita, in 1657 Kückotaia en in 1904 Kikkita. Het lag op het landgoed van Terrastfer (Tarakvere) en de bevolking bestond vanaf de 19e eeuw voornamelijk uit Russischtalige vissers, vooral oudgelovigen.
De eerste kerk van de oudgelovigen in Kükita (Estisch: Kükita vanausuliste palvemaja) werd al ingewijd in september 1740. In 1865 werd de bouwvallig geworden kerk vervangen door een nieuwe. In 1926, in de tijd van het onafhankelijke Estland, behoorden 791 mensen tot de oudgelovige gemeente van Kükita. In de Tweede Wereldoorlog werd de kerk vernield. In 1949 werd op de plaats van de oude kerk een nieuwe kerk gebouwd, die in 2020 nog steeds in gebruik is.
Tussen 1977 en 1998 maakten Tiheda en Kükita deel uit van Raja, dat in die periode de status van vlek had. In 1998, nadat Tiheda en Kükita weer waren afgesplitst, werd Raja opnieuw een dorp.

## Foto's

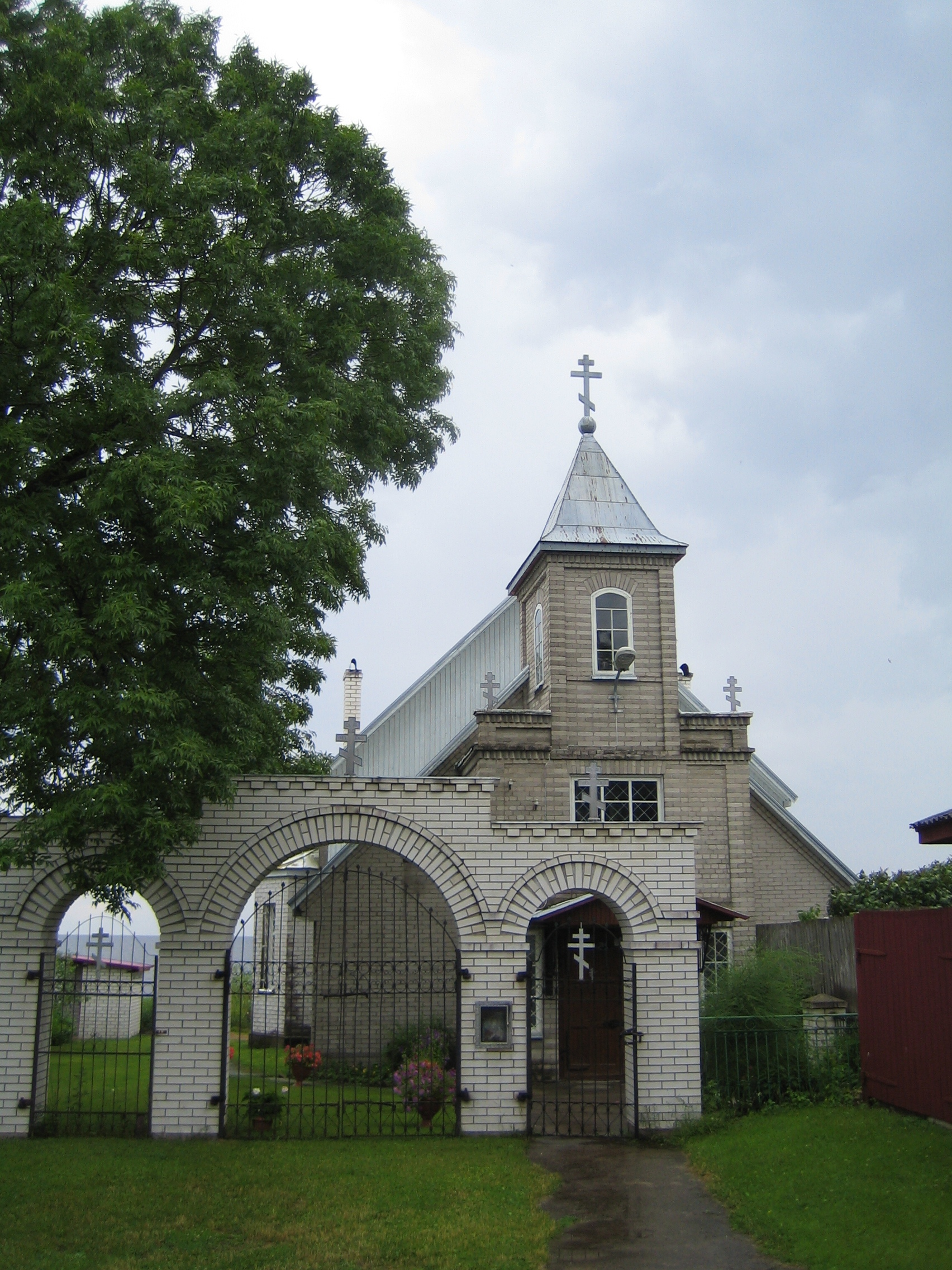
Oudgelovige kerk
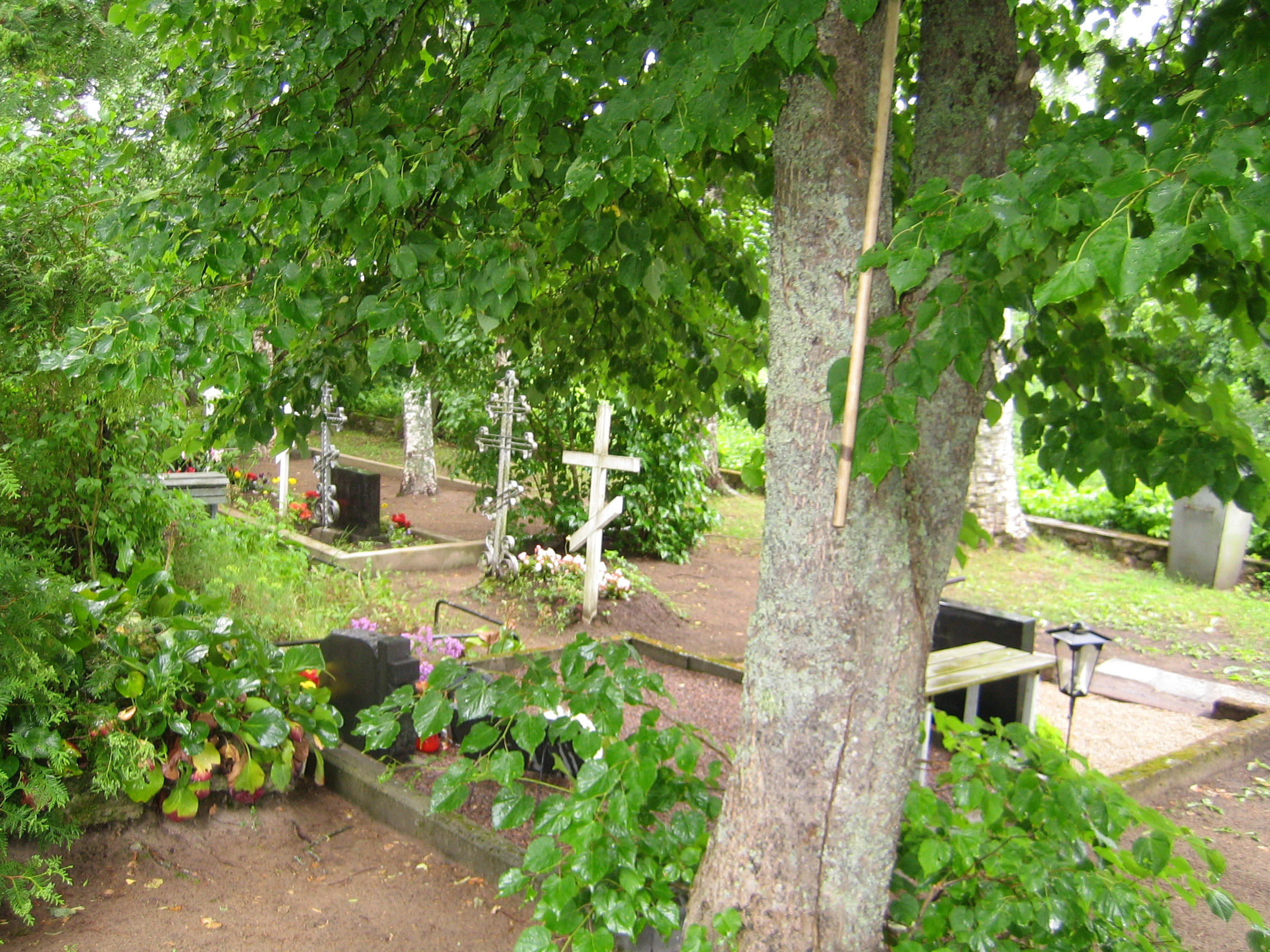
Het oudgelovige kerkhof van Kükita
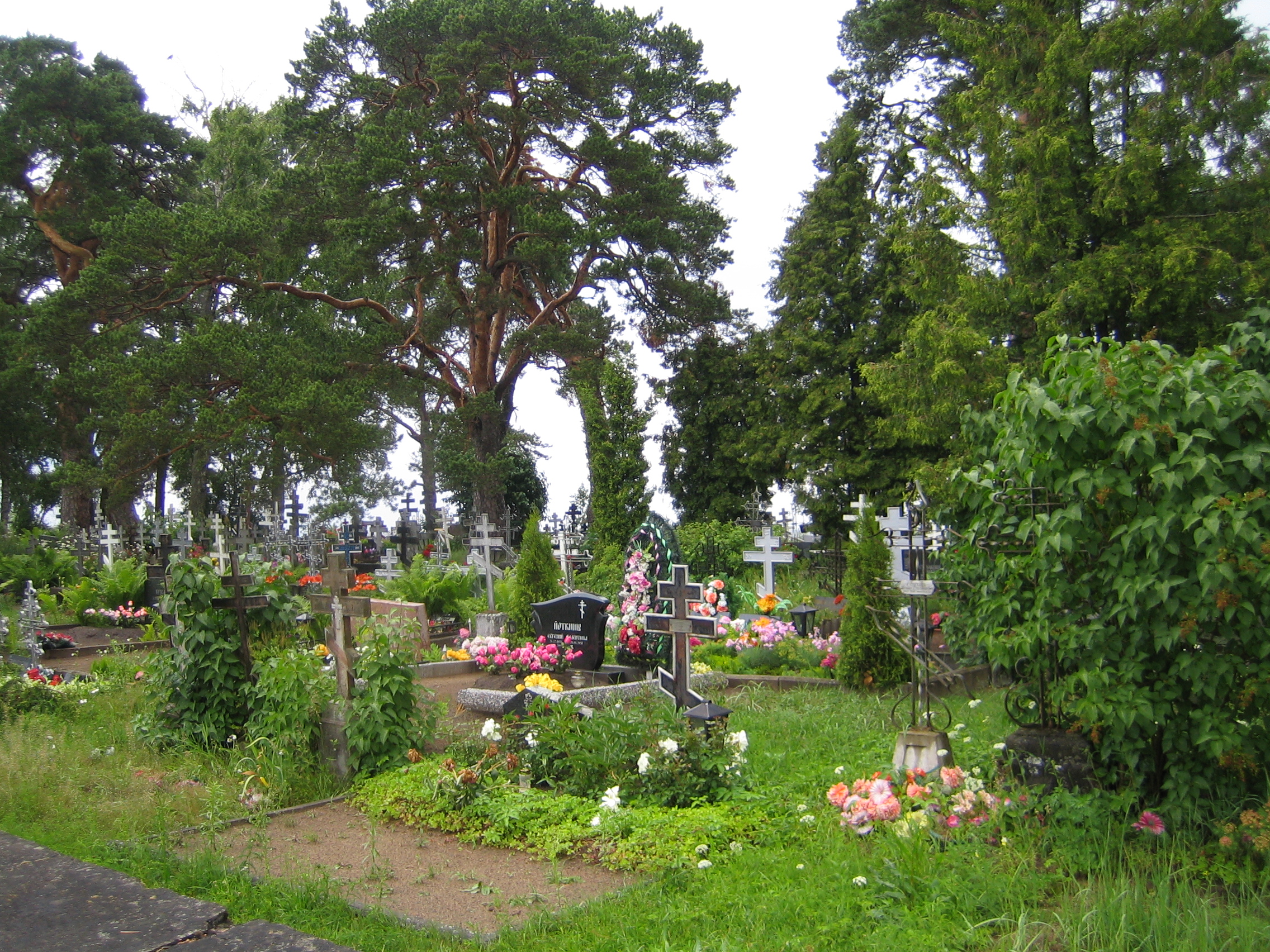
Het oudgelovige kerkhof van Raja